# Орик (царевич)

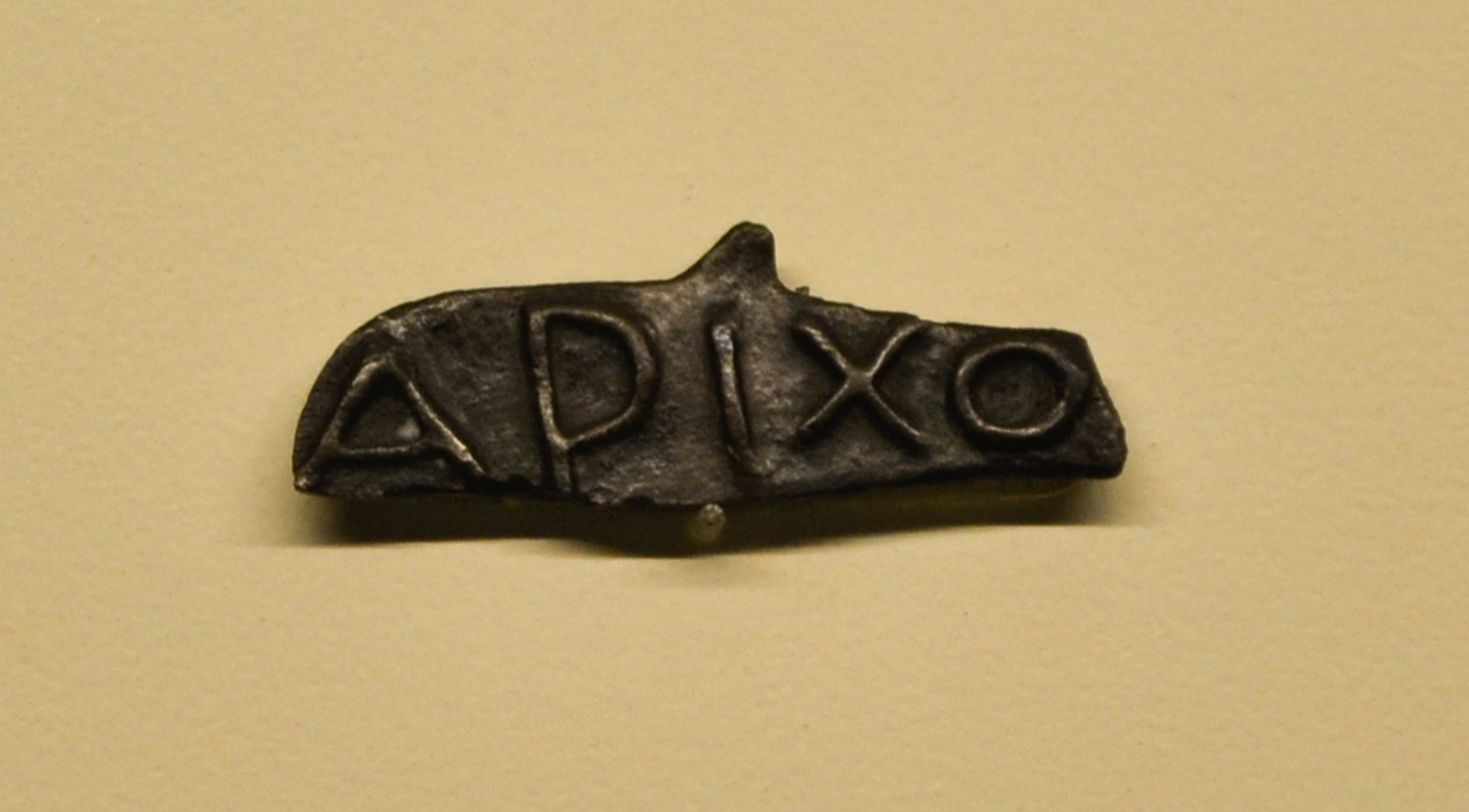
Монета-дельфин Ольвии с легендою АРІХО.

Орик (Ὄρικος; V в. до н. э.; возможно, Αριχος на монетах) — сын царя скифов Ариапифа и царицы Опии, единокровный брат царя Скила. Упоминается единственный раз в «Истории» Геродота. Происходил из скифской среды и имел, вероятно, скифское имя.

## Орик в научной литературе
Ю. А. Алексеев и другие исследователи указывают на близость имени Орик (Οριχος) и Арих (Αριχος) — такое имя читается на литых оболах и крупных дельфинах (монетах), выпущенных в Ольвии в 430 гг. до. н. э..
Лингвист, исследователь Е.А. Белова предполагает связь имени Орик c Orcinus (косатка, дельфин). Orcinus означает "из царства мертвых" или "принадлежащий Оркусу" (Оркус, Орк; лат. Orcus — римский бог смерти). Происходит из латыни и использовалось древними римлянами для обозначения косаток ("морских чудищ"), возможно, заимствованное из древнегреческого ὄρυξ (óryx), которое относилось (среди прочего) к виду китов.
Находка ольвийских монет с негреческими именами натолкнула учёных на мысль о существовании скифского протектората над городом-полисом и в рамках него режима личной власти скифских наместников, включая Ариха. Позже появились и другие аргументы. Огромный вклад в разработку проблемы внес Ю. Г. Виноградов.
В пользу существования скифского протектората при Скиле и Орике приводят аргументы: 1) частые посещения Ольвии Скилом (по Геродоту); 2) установленный факт выплаты податей скифам, о чём прямо говорится в частном письме конца V в до н. э. из Керкинитиды; 3) наличие в ольвийском ономастиконе V в. большого количества негреческих имен, треть из которых была связана с правящей верхушкой полиса; 4) наличие негреческих же имен на монетах (Ариха — сына Опии, Эминака и Скила), что интерпретируется как прямое указание на скифский протекторат над Ольвией и Никонием; 5) археологически зафиксированное угнетение сельских поселений (хоры) (под нажимом скифов?).
Самое слабое звено в концепции ольвийской тирании — это отсутствие упоминаний о ней в нарративных источниках. Геродот ведь ничего не пишет о недемократическом режиме в Ольвии. Можно допустить, что он по каким-то причинам опустил информацию о скифском протекторате, но вряд ли он, проведший много времени в демократических Афинах, не обратил внимание на тираническое правление в Ольвии.
Учёные согласны, что контроль над Ольвией осуществлялся в экономической сфере, но и только. Плоды этой зависимости можно найти в переориентации экономики полиса, что выразилось в угнетении ольвийской хоры, сельской округи. Но гражданская община и полисные институты Ольвии в это время сохранялись.
Возможно, тиранический режим в Ольвии возникал из-за необходимости консолидации государства перед лицом скифской угрозы, а вовсе не в рамках скифского протектората времён Αριχος и Опии.